# シマフクロウ
シマフクロウ（島梟、Bubo blakistoni）は、フクロウ目フクロウ科ワシミミズク属に分類される鳥類。日本では北海道（主に東部）のみに生息し、全長66～69cm、翼開長180cmに達する、日本最大のフクロウである。江戸時代までは「オミズク」と呼ばれ、明治時代以降に現在の名前に統一された。「シマ」は、かつて「蝦夷ヶ島」と呼ばれていた北海道に生息する事に由来する。種小名blakistoniはトーマス・ブラキストン(英: Thomas Wright Blakiston)への献名で、英名と同義。

## 生息数と分布
河川の開発やダムの建設によって河川林が失われ、急速に数を減らしている。総個体数は数千羽と推定されている。生息域の南端はロシア連邦の沿海地方で、250-400羽(最大80つがい)が生息している。

## 分類
2亜種が知られている。
Bubo blakistoni blakistoni(Seebohm, 1884)　
北海道中部から東部、樺太、千島列島南部に生息する。世界的には減少傾向にあるが、北海道では少しずつ増加している。樺太では1974年以降記録がない。北海道東部地域の個体数は約165羽である。
Bubo blakistoni doerriesi
中華人民共和国の黒竜江山や吉林省、内モンゴルの東部、ロシア南東部に生息する。朝鮮民主主義人民共和国にも生息している可能性がある。ユーラシア大陸のウスリー地方の個体数は約1000羽とされる。

## 形態
全長63-71cm、体重3.4-4.1キログラム。現存するフクロウ目の中で世界最大の種である。頭部には耳介状の長くて幅広い羽毛(羽角)が生えている。尾羽は短い。踵から趾基部にかけて(ふ蹠)は羽毛で被われるが、趾は羽毛で被われない。全身の羽衣は灰褐色で、黒褐色の縦縞と細い横縞が入る。顔を縁取る羽毛(顔盤)は小型で黒い。翼は幅広く、翼開長175-190cm。
虹彩は黄色く、嘴や後肢は灰黒色。
孵化したばかりの雛はフワフワとした白い羽毛で覆われている。

## 生態
夜行性で、「ヴーヴー」「ヴォー」といった鳴き声を発する。
野生下での寿命は20-30年。樹林に生息し、主に淡水魚を食べている。求愛行動は雄雌ペアが鳴き交わしたり、雄が雌に餌を与える求愛給餌、寄り添いなどがある。鳴き交わしは、雄が「ヴォー、ヴォー」と鳴いて、雌が「ヴー」と応えるが、鳴き声が下手な雄は雌から相手にされず、強い雄が鳴くと弱い雄は一切鳴けなくなり、雌は強い雄のみに反応する。そのため動物園などで、複数のペアで飼育する場合は別のペアに影響が及ばないよう、距離を取って飼育されている。
魚食性のため、一部のフクロウが風切羽に持つ、静音機能の突起「セレーション」や消音機能のある毛状羽毛をほとんど持たない。そのため他のフクロウに比べて風切羽が音を立てやすく、狩りは下手である。

### 食性
動物食性。主に淡水魚を食べるほか、海水魚、両生類、甲殻類、他の鳥類、小型哺乳類なども食べる。魚類は主に浅瀬で捕食する。シマフクロウが自然採餌を行うためには、河川の魚類資源量が25匹/100平方メートル（1キログラム/100平方メートル）以上必要とされている。日本国内で魚を主食にするフクロウは本種のみ。

### 生息環境
山沿いの海岸や河川、湖沼の周囲にある広葉樹林、混交林に生息し、冬でも凍らない浅瀬の近くにある老木の樹洞を巣にする。巣の高さは18.1±SE1.5m。
河川沿いに長さ10-15キロメートル、幅1-2キロメートルの行動圏を持つ。渡りをせず、一年を通して同じ場所に定着し、つがいで縄張りを形成する。
他のペアと縄張りを共有することは無い。
1回の飛翔で飛べる距離は数キロメートルで、稀に北海道の個体が国後島などの北方領土で確認されることがあるが、冬季に流水を利用して渡海したものと考えられている。

### 繁殖
広葉樹の大木の樹洞や断崖の岩棚に巣を作り、冬に交尾を行う。2-3月に1-2個(主に2個)の卵を産む。メスのみが抱卵し、抱卵期間は約35日。父親が餌を捕り巣まで運び、母親が小さく切って給餌する。
雛は孵化してから約50日で巣立つ。巣立ちの直後は飛べないため、枝伝いに移動し、暫くしてから飛翔能力を得るが、秋頃までは親の給餌で生活する。幼鳥は巣立ってから1-2年は親の縄張り内で生活した後、独立する。生後3-4年で性成熟し、繁殖成功率は25-55パーセント。

## 人間との関係
| 西暦         | 1988 | 1994 | 2016      |
| レッドリスト | Th   | EN   | EN C2a(i) |

開発による生息地の破壊および針葉樹の植林、水質汚染、漁業との競合、交通事故、生息地への人間進出による繁殖の妨害などにより、かつてより生息数は激減した。1994年から絶滅危惧種に指定されている。行動が繊細で人間活動の影響を受けやすい。餌不足で突然餓死したり、繁殖期に人間が近づくだけで繁殖を放棄したりする場合がある。
食用にする地域がある。ペットや見世物として国際的に取引されている。
1971年に国の天然記念物、1993年に種の保存法施行に伴い国内希少野生動植物種に指定された。
1875年に開園前の東京都上野動物園へ寄贈され、1912年までに9羽の飼育記録が確認されている。飼育記録は一度が途絶えるが、1954年から複数の動物園で再飼育される。しかし単羽飼育や雌雄不明のため繁殖に至らず、1982年に雌雄判別によるペア形成を成功させた釧路市動物園が初の産卵に成功するも、孵化しなかった。1988年に公益法人日本動物園水族館協会が第1回の種保存委員会を開催し、シマフクロウの血統登録による管理がスタートする。1993年、雄4羽と雌2羽を飼育していた釧路市動物園へ、上野動物園から雌1羽、鹿児島市平川動物公園から雄1羽を移動させ、飼育下繁殖を開始し、1994年に初の孵化（直後に死亡）、1995年に初の巣立ちを成功させた。この繁殖個体1羽は環境省へ移管され、リハビリを実施後、1999年に放鳥されたが行方不明となった。その後、旭川市旭山動物園や札幌市円山動物園でも繁殖に成功し、域内保全を担う飼育下個体群を充実させている。

### アイヌ文化
アイヌ語では、コタン・コㇿ・カムイ(kotan kor kamuy, 「コタン(村・集落)を護るカムイの意)などの複数の呼び方があり、「村を司る神」として人間の村を守っていると考えられている。
コタン・コㇿ・カムイは山で熊、狼の次におかれる。普段は落ち着いて眼をつぶってばかりいて、よほど大変な事がなければ眼を開かないとされていた。
人間たちを愛から救う話がある一方で、飢饉を見落として人間が餓死しそうになった話も伝わっている。

## 北海道において
1900年頃、シマフクロウは北海道の広範囲（生息南限は道南・七飯町の大沼周辺）に生息していた。その数は1000羽以上とも言われている。かつては地域個体群間の遺伝的交流があったとみられている。
やがて天然林伐採と人工林化、農地開発などによって生息適地は減少し、遡上する魚の全量捕獲や水質汚濁、河川横断工作物の建設等によって餌環境は悪化した。
生息環境の悪化によって、1970年代には約70羽まで減少し、絶滅が危惧されることになった。

### 保護増殖事業
これを受け、環境庁は1984年に保護増殖事業を開始した。餌資源が不十分な生息地に給餌場が設置され、冬期には人工給餌が行われている。
シマフクロウの多くが生息する釧路湿原と知床は、それぞれ「国指定鳥獣保護区」に指定された。天然営巣木の不足を補うために巣箱の設置が行われている。
個体数減少により長期間つがい相手が見つからない個体もおり、1993年以降、人工分散が10回以上行われた。人為分散促進事業の具体的な方針として、2007年に『シマフクロウ人為分散事業実施方針』が策定された。 
民間では日本野鳥の会が民有林の購入や企業との協定により保護区を設けており、2021年12月時点で10カ所(面積合計189.3ヘクタール)に13ペアの生息が確認されている。
給餌場や保護林には侵入防止柵や看板等が設置され、定期的な巡視や監視員の配置、モニタリング調査が行われている。

### 個体数の増加
個体数は増加に転じ、2010年には未標識個体が4羽発見された。2008年から、出生地から分散途中と思われる幼鳥・亜成鳥の交通事故が発生するようになった。
自然採餌可能な魚類資源量を通年満たす河川は少なく、養魚場を利用する個体も多い。2002-2011年に繁殖が確認された繁殖地の中で、天然木のみを利用したつがいは1割程度だった。
現在の個体数では災害や感染症により大きな影響を受ける懸念があり、種が安定して存続するにはきわめて少ない。また、多くの個体が巣箱と給餌に依存しており、シマフクロウが生きていくための環境はまだ整っていない。

### 傷病個体と事故対策
平成6-23年度に釧路湿原野生生物保護センターでは103件の保護収容事例があり、交通事故によるものが 21％、感電事故が 8％、羅網事故 31％、溺死 7％と人間活動に関わるものが47%であった。

### ボトルネック現象
4つの地域(知床半島、根釧地域、大雪山系、日高山系)の個体群がそれぞれ孤立しており、各地域集団間の遺伝的分化が生じている。つがいの10パーセント以上で近親交配が発生しており、地域集団内での遺伝的多様性は低下し、均質化が起こっている。一部生息地(特に根釧2地域)では免疫反応に関わるMHCの多様性が低下しており、感染症により大きな影響を受けやすくなっている。

### 年表
| 1971(S46) | 国の天然記念物に指定                                                                  |
| 1982(S57) | 知床を国指定鳥獣保護区に指定                                                          |
| 1984(S59) | 環境庁が保護増殖事業を開始                                                            |
| 1988(S63) | IUCNレッドリストで「Threatened」に指定                                                |
| 1989(H1)  | 釧路湿原が国指定鳥獣保護区に指定。                                                    |
| 1990(H2)  | 林野庁が森林生態系保護地域、特定動物生息地保護林を指定。                              |
| 1993(H4)  | 国内希少野生動植物種に指定 環境庁、農林水産省が『シマフクロウ保護増殖事業計画』を策定 |
| 1994(H5)  | IUCNレッドリストで「Endengered」に指定                                                |
| 2000(H11) | 環境省が『シマフクロウ野外つがい形成促進計画 (アクションプラン)』を策定               |
| 2001(H13) | 国指定知床鳥獣保護区の一部が特別保護指定区域に指定                                    |
| 2002(H14) | 繁殖地が北海道指定鳥獣保護区に指定                                                    |
| 2007(H19) | 『シマフクロウ人為分散事業実施方針』策定                                              |
| 2011(H22) | 『飼育下個体群の維持・充実計画書(案)』を作成                                          |
| 2014(H25) | 『シマフクロウ生息地拡大に向けた環境整備計画』を策定                                  |
| 2015(H26) | 環境省が『シマフクロウ放鳥手順』を策定                                                |
| 2016(H27) | IUCNレッドリストで「Endengered C2a(i)」に指定                                         |
| 2017(H28) | 『シマフクロウ生息地拡大に向けた環境整備計画に係る全体目標』を策定                    |

## 画像

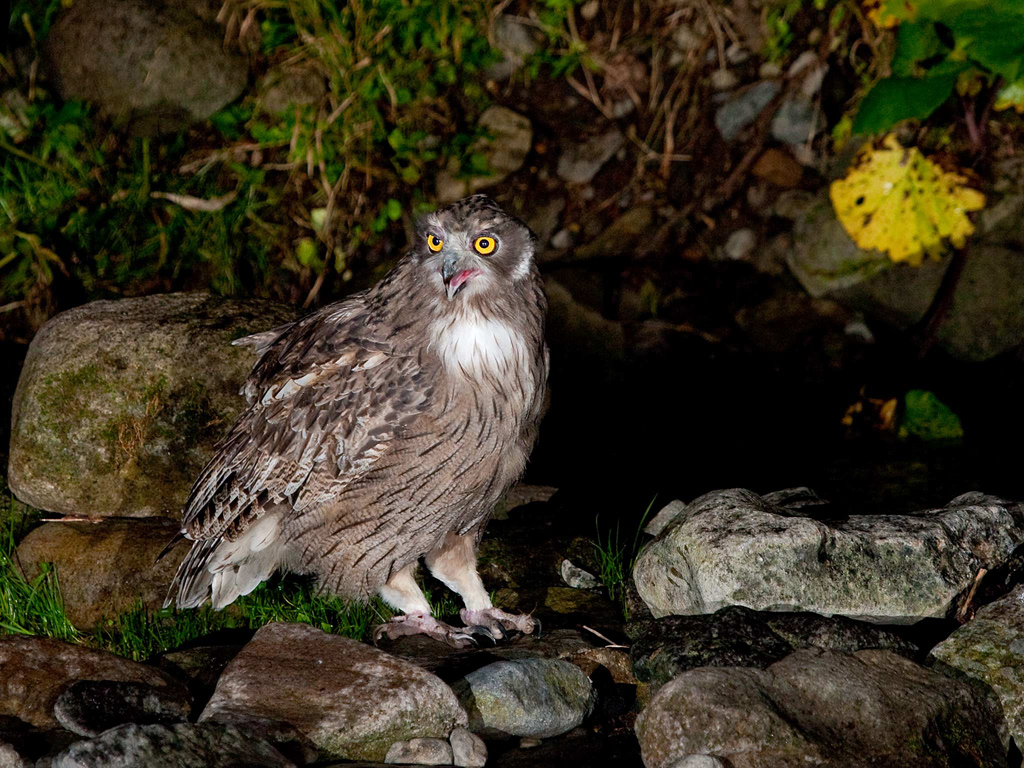
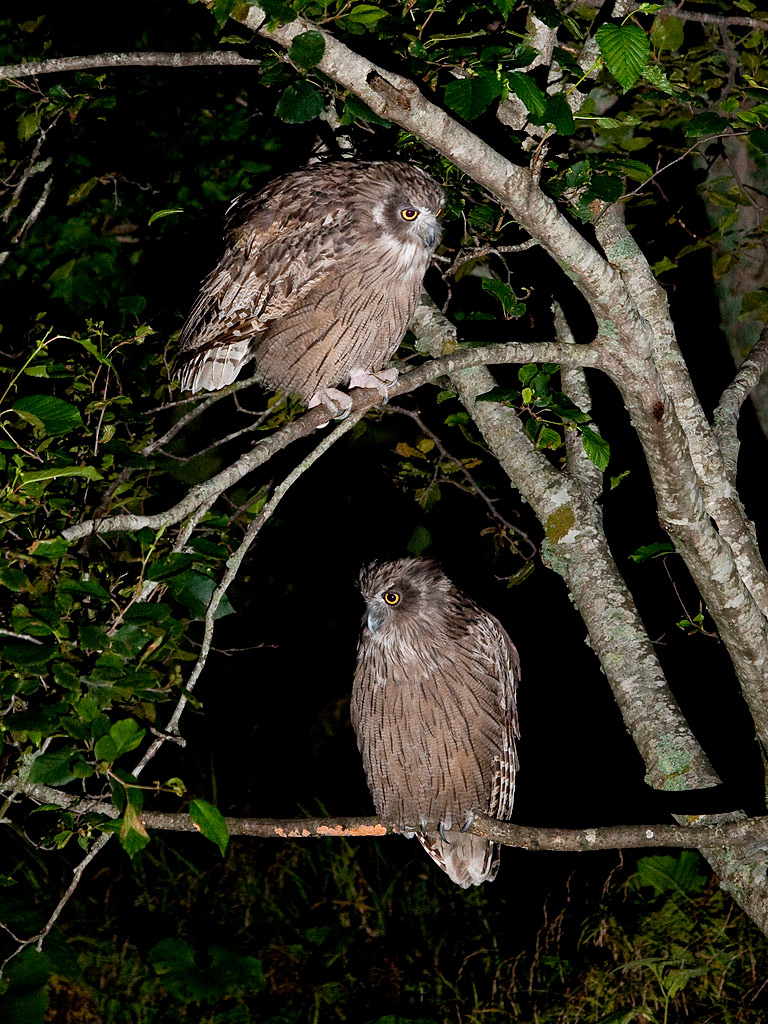
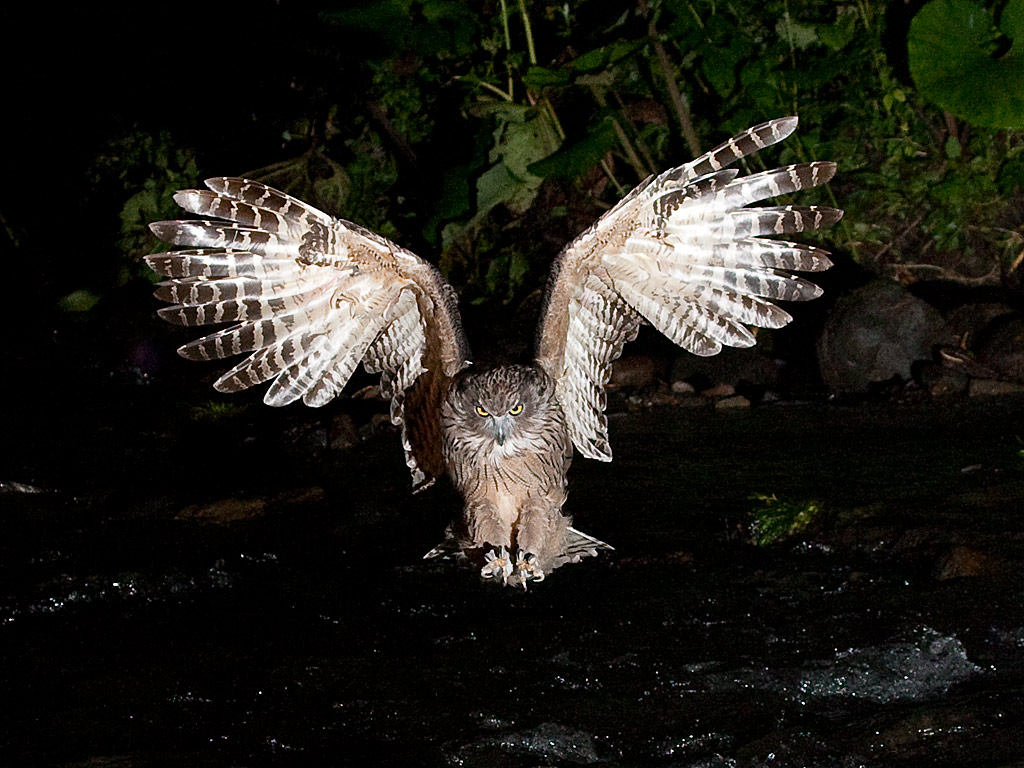
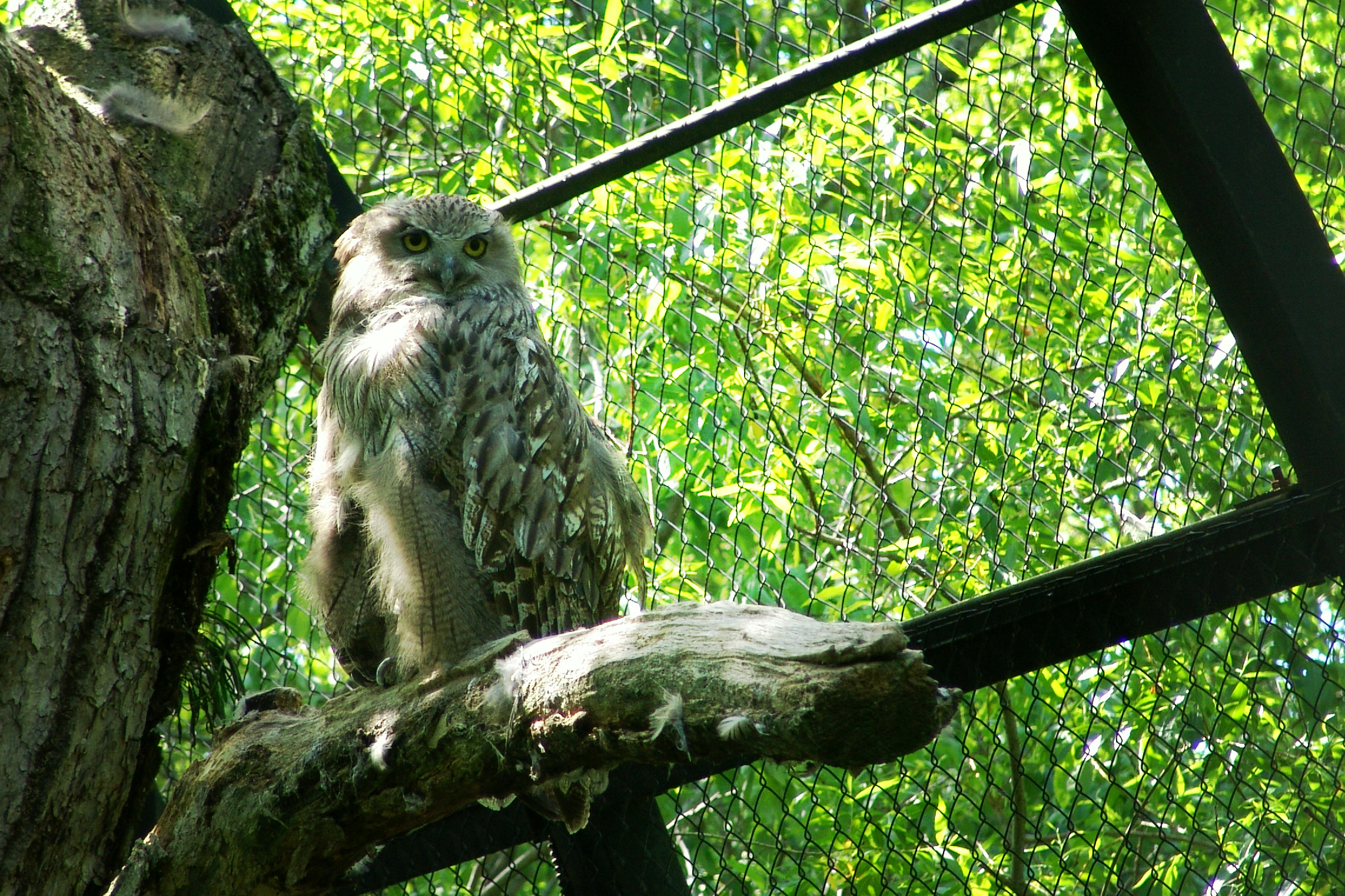
釧路市動物園の飼育個体